# Лудвиг I фон Глайхен-Бланкенхайн
Лудвиг I фон Глайхен-Бланкенхайн (на немски: Ludwig I von Gleichen-Blankenhain; * ок. 1410; † 25 април 1467) е граф на Глайхен-Бланкенхайн.

## Произход
Той е син на граф Хайнрих VII фон Глайхен-Хаймбург († 1415) и втората му съпруга (от 1394 г.) Катарина фон Бланкенхайн, дъщеря на Лудвиг фон Бланкенхайн-Танроде († сл. 1411) и Анна фон Шьонбург-Кримихау († сл. 1370). Баща му е женен за пръв път за графиня Ирмгард фон Регенщайн († 1414). Майка му Катарина фон Бланкенхайн се омъжва втори път пр. 14 март 1427 г. за граф Вилхелм I фон Орламюнде († 1450/1460).
Брат е на Ернст IX фон Глайхен-Бланкенхайн († 1461), граф на Глайхен-Бланкенхайн-Алтенберга, и на граф Хайнрих фон Глайхен-Бланкенхайн († 1463).

## Фамилия
Първи брак: през 1442 г. с Урсула фон Шварцбург-Вахсенбург († 1461), вдовица на граф Гебхард V фон Мансфелд († 1433/25 юли 1438), дъщеря на граф Гюнтер XXXII фон Шварцбург-Вахсенбург († 1450) и Мехтхилд фон Хенеберг-Шлойзинген († 1435/1444). Те имат един син:
- Георг I фон Глайхен-Бланкенхайн († ок. 1481/1488)

Втори брак: сл. 1461 г. с Катерина фон Валденбург († 27 юли 1494), дъщеря на Хайнрих фон Валденбург († ок. 1435) и Констанца фон Плауен († сл. 1423). Те имат един син:
- Карл I фон Глайхен-Бланкенхайн (* ок. 1460; † 16 октомври 1495), граф на Глайхен-Бланкенхайн, женен пр. 28 май 1484 г. за графиня Фелицитас фон Байхлинген (* ок. 1468; † сл. 1498/1500)

## Галерия
- Замък Глайхен
- Замък Бланкенхайн